# Jeanette Lee
Pour les articles homonymes, voir Jeannette Lee et Lee.
Jeanette Lee, née Lee Jin-Hee , Hangul : 이진희, le 9 juillet 1971, à Brooklyn dans l'État de New York, est une joueuse de billard professionnelle américano-coréenne. Elle a été surnommée « la veuve noire » par ses amis parce que, malgré son attitude douce, elle « mangeait les gens vivants » lorsqu'elle arrivait à une table de billard et portait toujours du noir lorsqu'elle jouait au billard,.

## Biographie

### Vie privée
Jeanette Lee vit à Tampa, en Floride, avec ses trois filles,. En février 2021, elle a annoncé qu'elle avait reçu un diagnostic de cancer de l'ovaire terminal de stade IV,. En mai 2022, il a été signalé que ses traitements de chimiothérapie avaient réussi.
Un documentaire sur sa vie réalisé par Ursula Liang, "Jeannette Lee Vs." première au festival du film DOC NYC le 12 novembre 2022. Le film fait partie de la série ESPN 30 for 30. Le film est diffusé à la télévision le 13 décembre 2022 sur ESPN.
En tant que personne ayant souffert de scoliose, elle est une fervente partisane des personnes touchées par la maladie et est maintenant la porte-parole nationale de la Scoliosis Association. Jeanette Lee est apparue sur Sport Science de Fox Sports Net, où elle a empoché 12 billes en un seul coup, le 30 mars 2008. Orange County Chopper a construit le Vélo Veuve Noire en l'honneur de Lee dans l'émission télévisée American Chopper.

### Carrière
Jeanette Lee a commencé à jouer au billard en 1989. Elle s'est classée au premier rang des joueuses de billard au monde dans les années 1990 et a reçu le prix de la sportive de l'année de la Women's Professional Billiard Association (WPBA) en 1998. Elle a été trois fois finaliste aux championnats du monde de neuf balles (féminins), de 1993 à 1996. En plus de nombreuses finitions sur le circuit WPBA, elle a remporté la médaille d'or pour les États-Unis aux Jeux mondiaux de 2001 à Akita, au Japon, et a remporté le tournoi des champions féminin à 25 000 US$ à deux reprises, en 1999. et 2003. Lee a également écrit The Black Widows Guide to Killer Pool.
En 2001, Lee a défié Efren Reyes à un match d'exhibition de race à 13 à neuf billes, à Manille, aux Philippines, mais a perdu 4-13.
En 2007, elle a été classée no 4 dans le sondage "Fans ' Top 20 Favorite Player" de Pool & Billiard Magazine.

## Titres et récompenses

### Titres
- 2013 Four Bears Classico 8-Ball
- Championnat de billard Skins 2007
- Coupe du monde par équipe 2007
- Championnat de la Coupe Empress 2007
- Championnat sur invitation de Chine 2005
- Open féminin d'Atlanta 2004
- Défi ultime ESPN 2004
- 2004 Ladies Trick Shot Challenge
- 2004 WPBA Florida Classic Hard Rock Casino
- Tournoi des Champions 2003
- Jeux mondiaux de 2001 en simple à neuf balles
- Championnat ouvert BCA 2001
- 1999 ESPN Ultimat Shoot out
- Tournoi des Champions 1999
- 1998 WPBA Penn Ray classique
- 1998 WPBA Cuetec Cues Hawaï Classique
- 1997 WPBA Huebler classique
- 1997 WPBA Olhausen classique
- 1996 WPBA BCA classique
- 1995 WPBA Olhausen classique
- 1995 WPBA Brunswick Classique
- Coupe Mosconi 1994
- 1994 WPBA US Open 9-Ball Championship
- 1994 Classique de billard WPBA Baltimore
- 1994 WPBA Kasson Classique
- 1994 WPBA San Francisco Classique
- Championnats nationaux WPBA 1994

### Récompenses
- Temple de la renommée asiatique 2015
- Temple de la renommée de la BCA 2013
- Temple de la renommée WPBA 2013
- 2007 Pool & Billiard Magazine Les 20 meilleurs joueurs préférés des fans, # 4
- 2001, 2003, 2005, 2007 Classé parmi les personnes les plus puissantes du sport par Billiards Digest
- 1998 Sportif WPBA de l'année
- 1994 Billiards Digest Joueur de l'année